# Arthenas
Arthenas är en kommun i departementet Jura i regionen Bourgogne-Franche-Comté i östra Frankrike. Kommunen ligger i kantonen Orgelet som tillhör arrondissementet Lons-le-Saunier. År 2013 hade Arthenas 159 invånare.

## Befolkningsutveckling
Antalet invånare i kommunen Arthenas
Referens:INSEE